# أرمودافينيل
الأرمودافينيل (بالإنجليزية: Armodafinil) هو دواء يُستعمل في علاج:
- فرط النوم[9]
- تصلب متعدد[9]
- نوم قهري[9]

## دوره
يلعب هذا الدواء دورًا في علاج الأمراض كونه:
- ناهضا للدوبامين